# European Champions Cup 2008
La European Champions Cup 2008 è stata la 45ª edizione della massima competizione europea per club di baseball. Si trattò di un torneo che riunì la Coppa CEB e la Coppa delle Coppe in un’unica competizione; contestualmente, la Coppa dei Campioni non decretò la formazione campione d’Europa, titolo che invece fu dato alla vincente delle Final Four.

## Formula
Otto squadre partecipano alla Coppa dei Campioni, che si tiene a Grosseto. Vengono divise in due gruppi da quattro: la prima classificata di ciascun gruppo sfida in semifinale la seconda dell’altro gruppo. Le vincenti delle semifinali, oltre a giocare la finale, si qualificano per le Final Four di Barcellona. Le semifinaliste sconfitte disputano la finale per il terzo posto. Anche le restanti quattro squadre si scontrano in semifinali e finali.
Le altre otto squadre prendono parte alla Coppa CEB a Ratisbona, torneo che riproduce la medesima formula della Coppa dei Campioni. Da questa coppa provengono così le altre due squadre qualificate alle Final Four.
Le Final Four sono disputate in partita secca: prima le due semifinali, poi la finale per il terzo posto e infine la finalissima che stabilisce la formazione campione d'Europa.

## Squadre partecipanti

### Coppa dei Campioni

#### Gruppo A
| Club               | Stagione precedente                              |
| ------------------ | ------------------------------------------------ |
| T&A San Marino     | In rappresentanza della Repubblica di San Marino |
| Tenerife Marlins   | Vincitore della División de Honor                |
| Corendon Kinheim   | Vincitore della Hoofdklasse                      |
| Tornado Balashikha | Vincitore del campionato russo di baseball       |

#### Gruppo B
| Club                 | Stagione precedente                   |
| -------------------- | ------------------------------------- |
| MontePaschi Grosseto | Vincitore dell’IBL                    |
| Mainz Athletics      | Vincitore della Bundesliga            |
| Rouen Baseball '76   | Vincitore della Division Élite        |
| Royal Greys          | Vincitore della Prima Divisione Belga |

### Coppa CEB

#### Gruppo A
| Club                 | Stagione precedente                      |
| -------------------- | ---------------------------------------- |
| MGPU SYOS 42         | Secondo nel campionato russo di baseball |
| DOOR Neptunus        | Vincitore della Coppa delle Coppe        |
| Buchbinder Legionäre | Secondo in Bundesliga                    |
| Templiers de Sénart  | Finalista di Division Élite              |

#### Gruppo B
| Club                 | Stagione precedente                         |
| -------------------- | ------------------------------------------- |
| AVG Draci Brno       | Vincitore dell'Extraliga                    |
| F.C. Barcelona       | Secondo classificato in División de Honor   |
| Danesi Caffè Nettuno | Finalista di IBL                            |
| Olimpija Karlovac    | Vincitore del campionato croato di baseball |

## Coppa dei Campioni

### Gruppo A
| Grosseto 17 giugno 2008, ore 15:30 | Marlins Puerto Cruz | 3 – 4 referto | Corendon Kinheim | Stadio Roberto Jannella |

| Grosseto 17 giugno 2008, ore 21:00 | T&A San Marino | 2 – 0 referto | Tornado Balashikha | Stadio Simone Scarpelli |

| Grosseto 18 giugno 2008, ore 15:30 | Tornado Balashikha | 3 – 9 referto | Marlins Puerto Cruz | Stadio Simone Scarpelli |

| Grosseto 18 giugno 2008, ore 15:30 | Corendon Kinheim | 11 – 4 referto | T&A San Marino | Stadio Roberto Jannella |

| Grosseto 19 giugno 2008, ore 15:30 | Corendon Kinheim | 9 – 1 referto | Tornado Balashikha | Stadio Roberto Jannella |

| Grosseto 19 giugno 2008, ore 21:00 | T&A San Marino | 10 – 1 referto | Marlins Puerto Cruz | Stadio Simone Scarpelli |

#### Classifica
| Pos. | Squadra             | G | V | P | %     | GB  |
| ---- | ------------------- | - | - | - | ----- | --- |
| 1.   | Corendon Kinheim    | 3 | 3 | 0 | .1000 | 0.0 |
| 2.   | T&A San Marino      | 3 | 2 | 1 | .667  | 1.0 |
| 3.   | Marlins Puerto Cruz | 2 | 1 | 1 | .333  | 2.0 |
| 4.   | Tornado Balashikha  | 3 | 0 | 3 | .000  | 3.0 |

|  | Qualificate alle semifinali |

### Gruppo B
| Grosseto 17 giugno 2008, ore 15:30 | Mainz Athletics | 5 – 7 referto | Rouen Huskies | Stadio Simone Scarpelli |

| Grosseto 17 giugno 2008, ore 21:00 | MontePaschi Grosseto | 2 – 0 referto | Port of Antwerp Greys | Stadio Roberto Jannella |

| Grosseto 18 giugno 2008, ore 21:00 | Port of Antwerp Greys | 9 – 2 referto | Mainz Athletics | Stadio Simone Scarpelli |

| Grosseto 18 giugno 2008, ore 21:00 | Rouen Huskies | 1 – 13 referto | MontePaschi Grosseto | Stadio Roberto Jannella |

| Grosseto 19 giugno 2008, ore 15:30 | Rouen Huskies | 7 – 0 referto | Port of Antwerp Greys | Stadio Simone Scarpelli |

| Grosseto 19 giugno 2008, ore 21:00 | MontePaschi Grosseto | 8 – 0 referto | Mainz Athletics | Stadio Roberto Jannella |

#### Classifica
| Pos. | Squadra               | G | V | P | %     | GB  |
| ---- | --------------------- | - | - | - | ----- | --- |
| 1.   | MontePaschi Grosseto  | 3 | 3 | 0 | .1000 | 0.0 |
| 2.   | Rouen Baseball '76    | 3 | 2 | 1 | .667  | 1.0 |
| 3.   | Port of Antwerp Greys | 3 | 1 | 2 | .333  | 2.0 |
| 4.   | Mainz Athletics       | 3 | 1 | 2 | .333  | 2.0 |

|  | Qualificate alle semifinali |

### Play-out 5º-8º posto
| Grosseto 20 giugno 2008, ore 15:30 | Port of Antwerp Greys | 3 – 2 referto | Tornado Balashikha | Stadio Simone Scarpelli |

| Grosseto 20 giugno 2008, ore 21:00 | Marlins Puerto Cruz | 8 – 1 referto | Mainz Athletics | Stadio Simone Scarpelli |

### Finale 5º-6º posto
| Grosseto 21 giugno 2008, ore 13:00 | Marlins Puerto Cruz | 7 – 3 referto | Port of Antwerp Greys | Stadio Simone Scarpelli |

### Finale 7º-8º posto
| Grosseto 21 giugno 2008, ore 17:00 | Mainz Athletics | 5 – 18 referto | Tornado Balashikha | Stadio Simone Scarpelli |

### Semifinali
| Grosseto 20 giugno 2008, ore 15:30 | Corendon Kinheim | 13 – 0 (al 7°) referto | Rouen Huskies | Stadio Roberto Jannella |

| Grosseto 20 giugno 2008, ore 21:00 | MontePaschi Grosseto | 6 – 1 referto | T&A San Marino | Stadio Roberto Jannella |

### Finale 3º-4º posto
| Grosseto 21 giugno 2008, ore 15:30 | T&A San Marino | 3 – 1 referto | Rouen Huskies | Stadio Roberto Jannella |

### Finale 1º-2º posto
| Grosseto 21 giugno 2008, ore 21:00 | Corendon Kinheim | 2 – 3 (al 10°) referto | MontePaschi Grosseto | Stadio Roberto Jannella |

| Corendon Kinheim vincitrice della Coppa dei Campioni |

Corendon Kinheim e MontePaschi Grosseto qualificate alle Final Four

## Coppa CEB

### Gruppo A
| Ratisbona 18 giugno 2008, ore 10:30 | MGPU SYOS 42 | 0 – 6 referto | Templiers de Sénart | Armin Wolf Arena |

| Ratisbona 18 giugno 2008, ore 19:30 | DOOR Neptunus | 10 – 5 referto | Buchbinder Legionäre | Armin Wolf Arena |

| Ratisbona 19 giugno 2008, ore 13:00 | Templiers de Sénart | 0 – 14 (al 7°) referto | DOOR Neptunus | River Front Stadium |

| Ratisbona 19 giugno 2008, ore 19:30 | Buchbinder Legionäre | 14 – 4 (all’8°) referto | MGPU SYOS 42 | Armin Wolf Arena |

| Ratisbona 20 giugno 2008, ore 13:00 | MGPU SYOS 42 | 2 – 20 (al 7°) referto | DOOR Neptunus | River Front Stadium |

| Ratisbona 20 giugno 2008, ore 19:30 | Buchbinder Legionäre | 4 – 3 referto | Templiers de Sénart | Armin Wolf Arena |

#### Classifica
| Pos. | Squadra              | G | V | P | %     | GB  |
| ---- | -------------------- | - | - | - | ----- | --- |
| 1.   | DOOR Neptunus        | 3 | 3 | 0 | .1000 | 0.0 |
| 2.   | Buchbinder Legionäre | 3 | 2 | 1 | .667  | 1.0 |
| 3.   | Templiers de Sénart  | 3 | 1 | 2 | .333  | 2.0 |
| 4.   | MGPU SYOS 42         | 3 | 0 | 3 | .000  | 3.0 |

|  | Qualificate alle semifinali |

| Ratisbona 18 giugno 2008, ore 15:30 | FC Barcelona | 3 – 1 referto | Danesi Caffè Nettuno | Armin Wolf Arena |

| Ratisbona 18 giugno 2008, ore 13:00 | AVG Draci Brno | 9 – 1 referto | Olimpija Karlovac | River Front Stadium |

| Ratisbona 19 giugno 2008, ore 10:30 | Olimpija Karlovac | 0 – 10 (al 7°) referto | FC Barcelona | Armin Wolf Arena |

| Ratisbona 19 giugno 2008, ore 15:30 | Danesi Caffè Nettuno | 7 – 5 referto | AVG Draci Brno | Armin Wolf Arena |

| Ratisbona 20 giugno 2008, ore 10:30 | Danesi Caffè Nettuno | 12 – 1 (al 7°) referto | Olimpija Karlovac | Armin Wolf Arena |

| Ratisbona 20 giugno 2008, ore 15:30 | AVG Draci Brno | 2 – 5 referto | FC Barcelona | Armin Wolf Arena |

| Pos. | Squadra              | G | V | P | %     | GB  |
| ---- | -------------------- | - | - | - | ----- | --- |
| 1.   | FC Barcelona         | 3 | 3 | 0 | .1000 | 0.0 |
| 2.   | Danesi Caffè Nettuno | 3 | 2 | 1 | .667  | 1.0 |
| 3.   | AVG Draci Brno       | 3 | 1 | 1 | .333  | 2.0 |
| 4.   | Olimpija Karlovac    | 3 | 0 | 3 | .000  | 3.0 |

|  | Qualificate alle semifinali |

### Play-out 5º-8º posto
| Ratisbona 21 giugno 2008, ore 10:30 | Templiers de Sénart | 5 – 1 referto | Olimpija Karlovac | Armin Wolf Arena |

| Ratisbona 21 giugno 2008, ore 13:00 | AVG Draci Brno | 2 – 1 referto | MGPU SYOS 42 | River Front Stadium |

### Finale 5º-6º posto
| Ratisbona 22 giugno 2008, ore 13:00 | AVG Draci Brno | 3 – 4 (al 12°) referto | Templiers de Sénart | River Front Stadium |

### Finale 7º-8º posto
| Ratisbona 22 giugno 2008, ore 09:00 | MGPU SYOS 42 | 10 – 11 referto | Olimpija Karlovac | River Front Stadium |

### Semifinali
| Ratisbona 21 giugno 2008, ore 19:30 | FC Barcelona | 7 – 3 referto | Buchbinder Legionäre | Armin Wolf Arena |

| Ratisbona 21 giugno 2008, ore 15:30 | DOOR Neptunus | 3 – 6 referto | Danesi Caffè Nettuno | Armin Wolf Arena |

### Finale 3º-4º posto
| Ratisbona 22 giugno 2008, ore 10:30 | Buchbinder Legionäre | 1 – 8 referto | DOOR Neptunus | Armin Wolf Arena |

### Finale 1º-2º posto
| Ratisbona 21 giugno 2008, ore 15:30 | Danesi Caffè Nettuno | 11 – 12 referto | FC Barcelona | Armin Wolf Arena |

| FC Barcelona vincitrice della Coppa CEB |

FC Barcelona e Danesi Caffè Nettuno qualificate alle Final Four

## Final Four
Le Final Four si sono disputate allo Stadio Montjuic di Barcellona, nei giorni 13 e 14 settembre 2008. Il Corendon Kinheim rinuncia a partecipare, pertanto il suo posto viene preso dal T&A San Marino.
|  | Semifinali           | Semifinali           | Semifinali     |                |                      | Finale               | Finale               | Finale             |  |
|  |                      |                      |                |                |                      |                      |                      |                    |  |
|  | MontePaschi Grosseto | MontePaschi Grosseto | 3              |                |                      |                      |                      |                    |  |
|  | MontePaschi Grosseto | MontePaschi Grosseto | 3              |                |                      |                      |                      |                    |  |
|  | Caffè Danesi Nettuno | Caffè Danesi Nettuno | 4              |                |                      |                      |                      |                    |  |
|  | Caffè Danesi Nettuno | Caffè Danesi Nettuno | 4              |                | Caffè Danesi Nettuno | Caffè Danesi Nettuno | 3                    |                    |  |
|  |                      |                      |                |                | Caffè Danesi Nettuno | Caffè Danesi Nettuno | 3                    |                    |  |
|  |                      |                      | T&A San Marino | T&A San Marino | 2                    |                      |                      |                    |  |
|  | FC Barcelona         | FC Barcelona         | T&A San Marino | T&A San Marino | 2                    | 1                    |                      |                    |  |
|  | FC Barcelona         | FC Barcelona         |                |                |                      | 1                    |                      |                    |  |
|  | T&A San Marino       | T&A San Marino       | 2              |                |                      | Finale terzo posto   | Finale terzo posto   | Finale terzo posto |  |
|  | T&A San Marino       | T&A San Marino       | 2              |                |                      |                      |                      |                    |  |
|  |                      |                      |                |                |                      |                      |                      |                    |  |
|  |                      |                      |                |                |                      | MontePaschi Grosseto | MontePaschi Grosseto | 3                  |  |
|  |                      |                      |                |                |                      | MontePaschi Grosseto | MontePaschi Grosseto | 3                  |  |
|  |                      |                      |                |                |                      | FC Barcelona         | FC Barcelona         | 0                  |  |

### Semifinali
| Barcellona 13 settembre 2008, ore 11:00 | MontePaschi Grosseto | 3 – 4 referto | Caffè Danesi Nettuno | Stadio Carlos Perez de Rozas |

| Barcellona 13 settembre 2008, ore 18:30 | FC Barcelona | 1 – 2 referto | T&A San Marino | Stadio Carlos Perez de Rozas |

### Finale 3º Posto
| Barcellona 14 settembre 2008, ore 10:30 | MontePaschi Grosseto | 3 – 0 referto | FC Barcelona | Stadio Carlos Perez de Rozas |

### Finale
| Barcellona 14 settembre 2008, ore 18:00 | Danesi Caffè Nettuno | 3 – 2 referto | T&A San Marino | Stadio Carlos Perez de Rozas |

## Vincitore
| Campione d'Europa 2008 Danesi Caffè Nettuno 6º titolo |